# دنزل ديفال
دنزل ديفال (بالإنجليزية: Denzel Devall)‏ هو لاعب كرة قدم أمريكية أمريكي، ولد في 1994 في باستروب في الولايات المتحدة.